# Jarczyński
Jarczyński (forma żeńska Jarczyńska; liczba mnoga Jarczyńscy) – polskie nazwisko. Nosi je około 1396 osób. Najwięcej osób o tym nazwisku mieszka na terenie Warszawy i Poznania. Jarczyńscy należą do herbownych używających herbu Poraj.

## Etymologia
Nazwisko znane od 1725 r., pochodzi od imion złożonych typu Jarogniew czy Jarogniewa, a także od słowa jary w znaczeniu: wiosenny, młody, silny.

## Znane osoby noszące to nazwisko

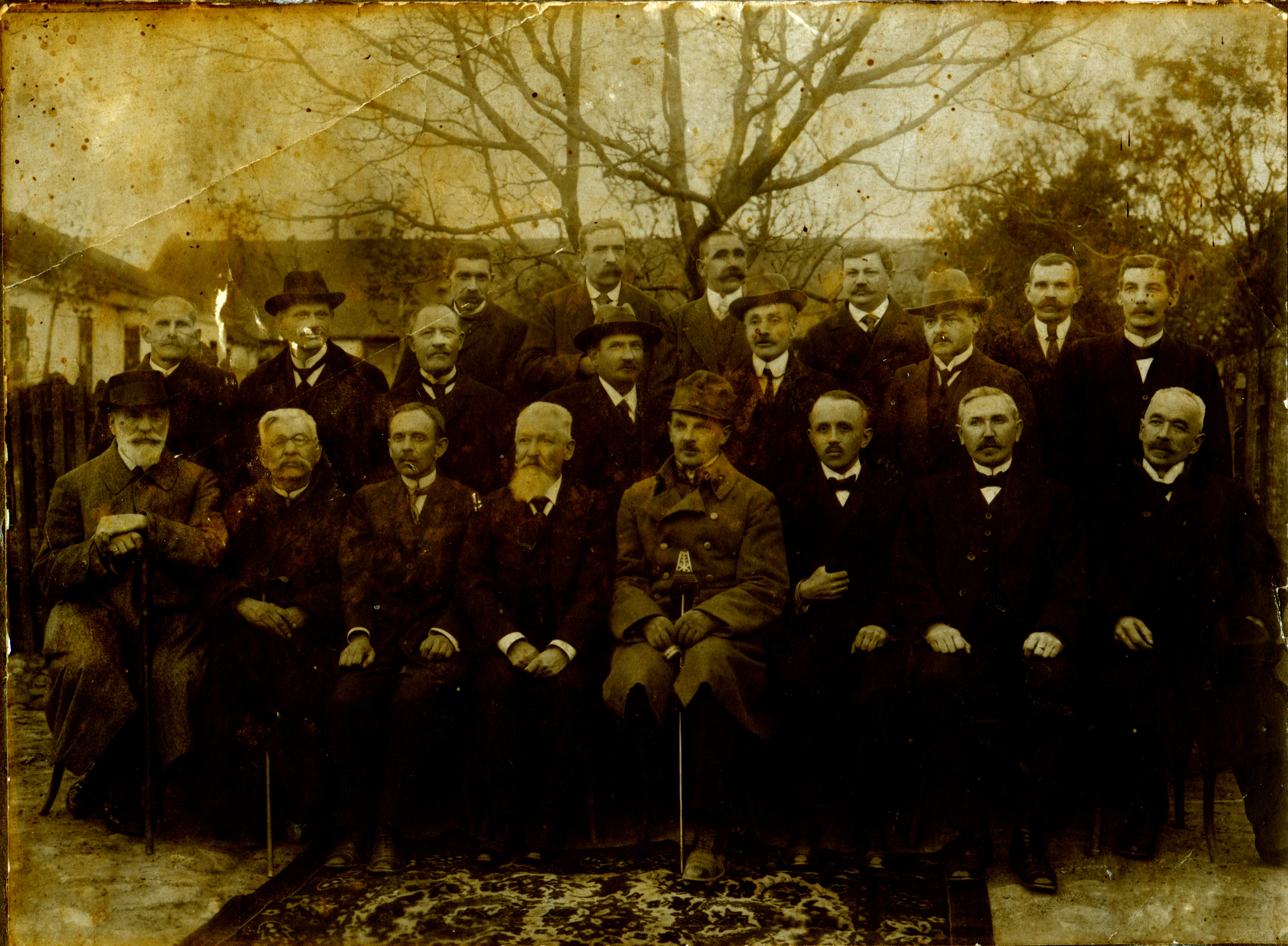
Pierwsza buska Rada Miejska z lat 1917-1918, czwarty od lewej kupiec Ludwik Jarczyński

- Adam Jarczyński – współzałożyciel Fundacji im. Kazimierza Pułaskiego.
- Edward Jarczyński (ur. 1919, zm. 1989) – koszykarz, mistrz i reprezentant Polski.
- Ludwik Jarczyński – kupiec, pierwszy burmistrz miasta Busko-Zdrój po odzyskaniu niepodległości (1917-1918).
- Michał Jarczyński – prezes Stowarzyszenia Papierników Polskich.
- Władysław Jarczyński – st. bosman na niszczycielu ORP Grom, zginął podczas zatopienia okrętu w czasie II wojny światowej.
- Zygmunt Jarczyński (ur. 1925, zm. 1944) – kapral podchorąży NOW-AK, uczestnik powstania warszawskiego[5].

## Ciekawostki
Jedną z bohaterek serialu Tango z aniołem emitowanego w telewizji Polsat, była Kama Jarczyńska grana przez Magdalenę Boczarską.